# Anna Stanley
Anna Huntington Stanley (Yellow Springs, 20 april 1864 - Chester, Ohio, 25 februari 1907) was een Amerikaans kunstschilderes. In 1888, 1889 en 1895 werkte ze tijdens de zomers in Nederland, met name in Rijsoord.

## Leven en werk

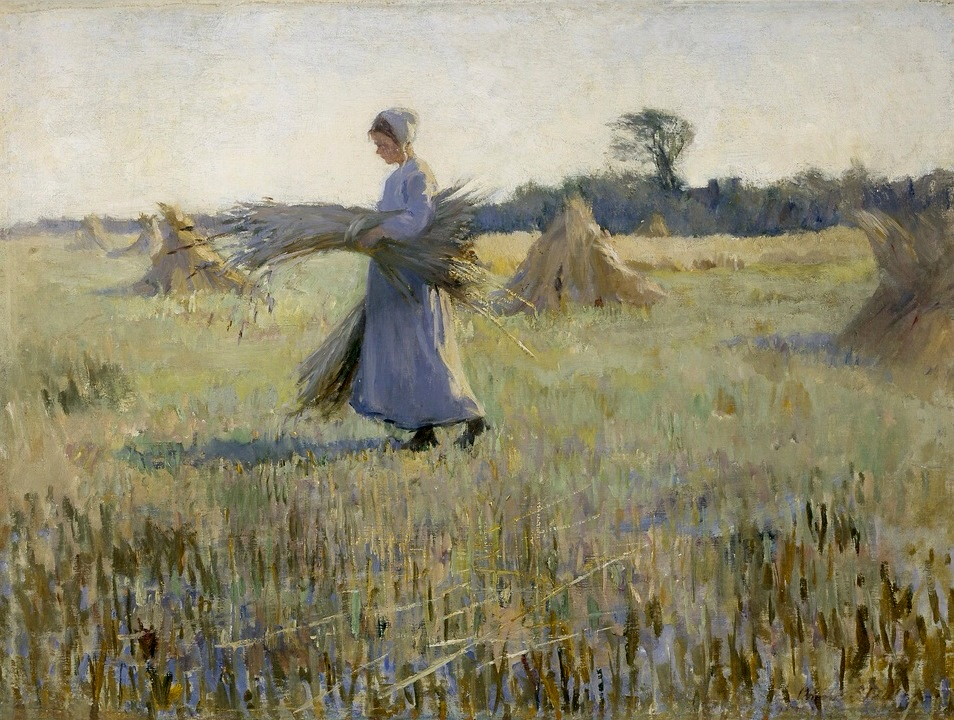
Girl Carying Sheaves, 1895

Stanley werd geboren in een vooraanstaande familie van militairen. Haar vader David S. Stanley was een generaal-majoor tijdens de Amerikaanse Burgeroorlog. Op school bleek ze een bijzondere begaafdheid voor tekenen en schilderen te hebben en kopieerde ze Hollandse meesters van foto's. Van 1882 tot 1885 studeerde ze aan de Pennsylvania Academy of Fine Arts onder Thomas Eakins en Thomas Pollock Anshutz. In 1887 vervolgde ze haar studies in Parijs aan de Académie Julian, waar de Nederlandse docent John Vanderpoel een van haar leermeesters was. Later schreef ze zich ook nog korte tijd in bij de Académie Colarossi, waar ze studeerde bij Jean-André Rixens. In 1888 en 1889 exposeerde ze bij de Parijse salon met twee werken die waarschijnlijk verloren zijn gegaan.
In de zomers van 1888 en 1889 verbleef Stanley met een aantal Amerikaanse medestudenten van de Académie Julian in de kunstenaarskolonie in Rijsoord, op initiatief en onder leiding van hun docent Vanderpoel, die er familie had wonen en onderdak gaven. Het Nederlandse licht, het vlakke landschap en het dorpse leven vormden een inspiratiebron en lagen ook erg goed in de Amerikaanse markt. Stanley schilderde vooral landschappen en portretten, vaak van vrouwen of kinderen. Ze werkte in een impressionistische stijl, overwegend in een licht palet.
In november 1889 reisde Stanley vanuit Rotterdam terug naar de Verenigde Staten, om in 1895 nog een seizoen naar Rijsoord terug te keren. In 1896 huwde ze met de militair Willard Holbrook, met wie ze twee zonen kreeg. Van 1901 tot 1903 reisde ze samen met haar jongens met haar man mee, die op missie ging naar de Filipijnen. Ook bezocht ze in die periode Japan en Korea. Terug in Amerika vestigde het gezin zich in Chester, waar ze in 1907 overleed aan longontsteking, 42 jaar oud. Veel van haar werken bevinden zich in privé bezit. Haar schilderij Meisje met de schoven uit 1905 werd in 2009 door haar erfgename Joanna Stanley Holbrook Patton uitgeleend voor de tentoonstelling Dutch Utopia. Amerikaanse kunstenaars in Nederland 1880-1914.

## Hollandse werken

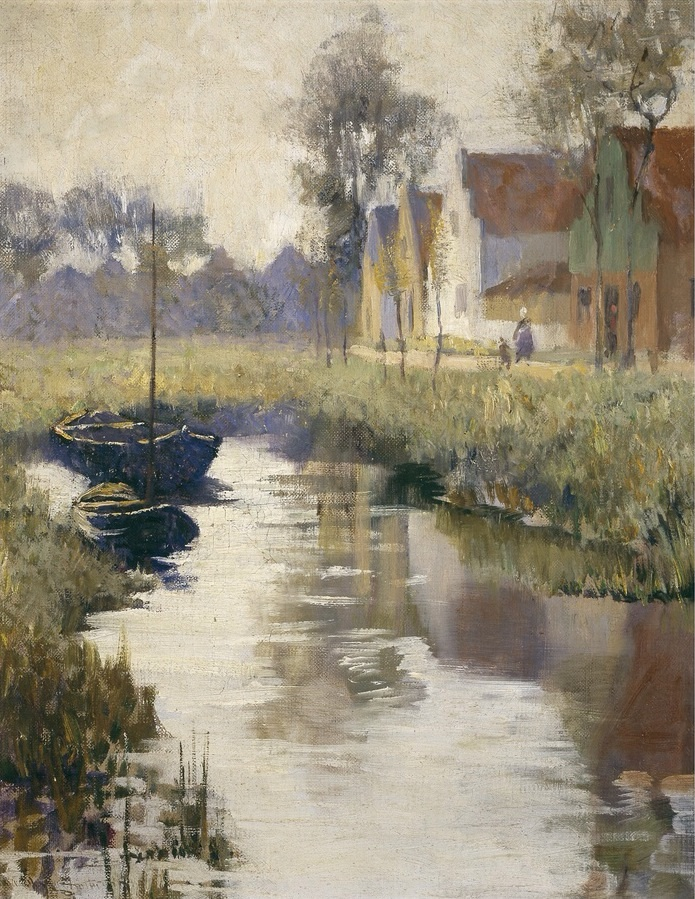
Houses by a Canal, Rijsoord
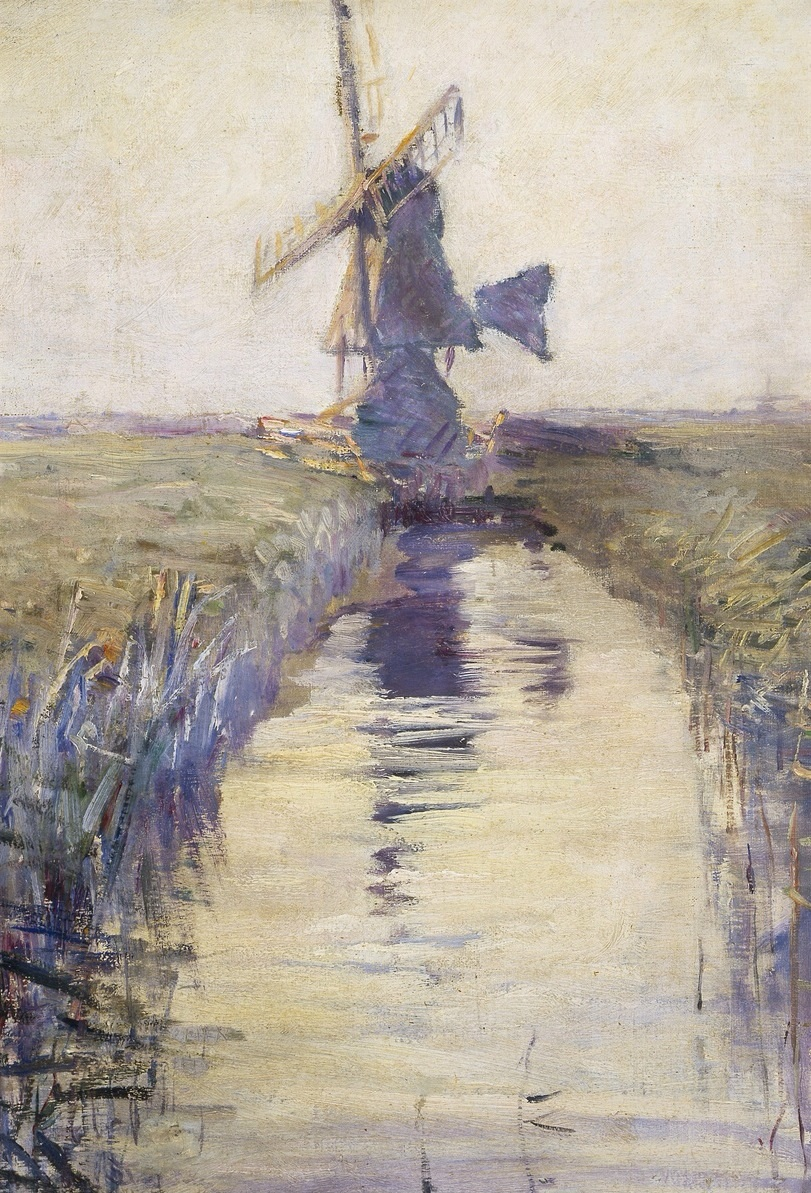
Dutch Windmill, Rijsoord
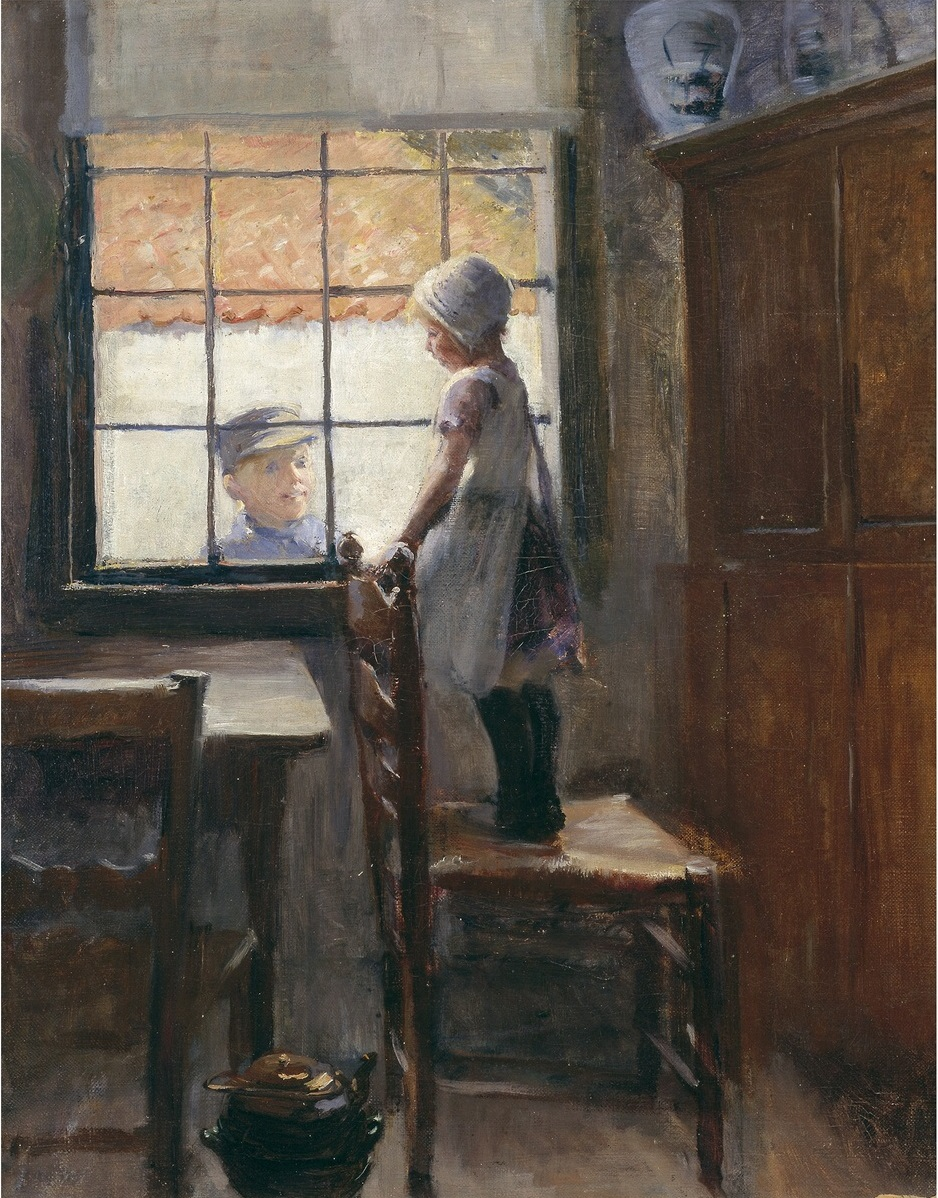
Boy and Gril at a Window
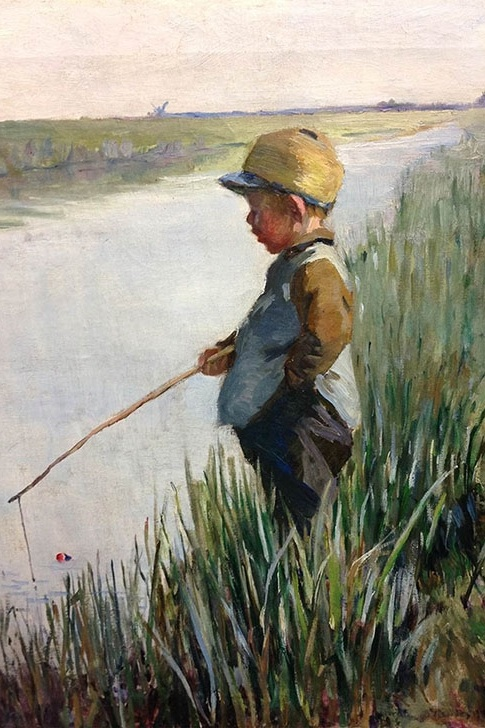
The Little Fisherman
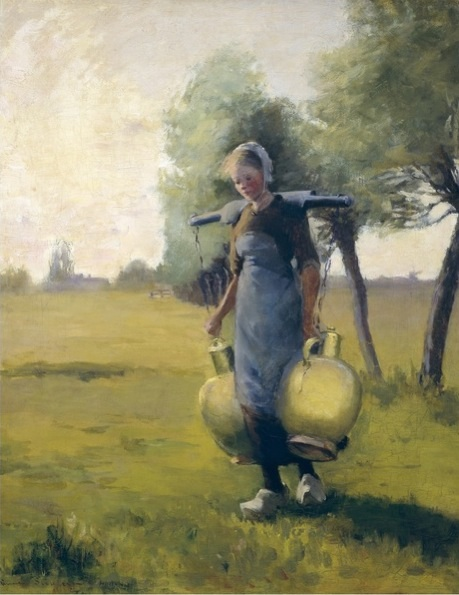
The Milkmaid
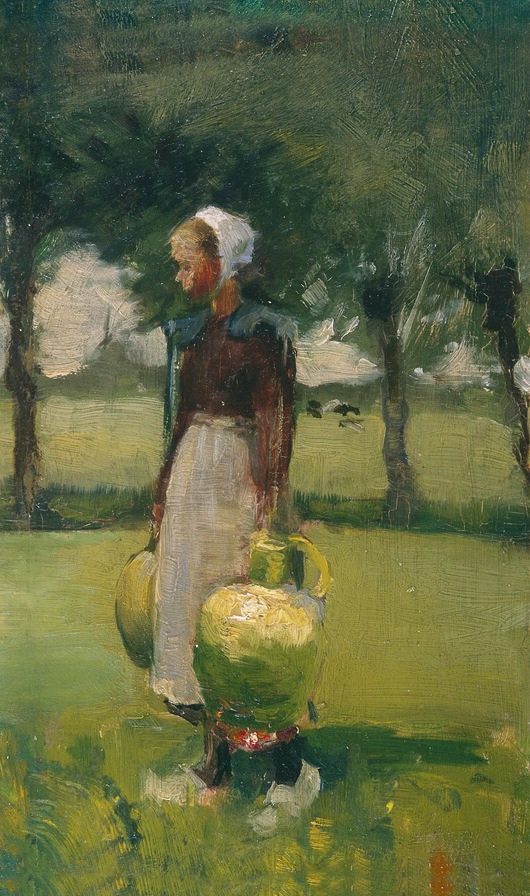
The Milkmaid (study)
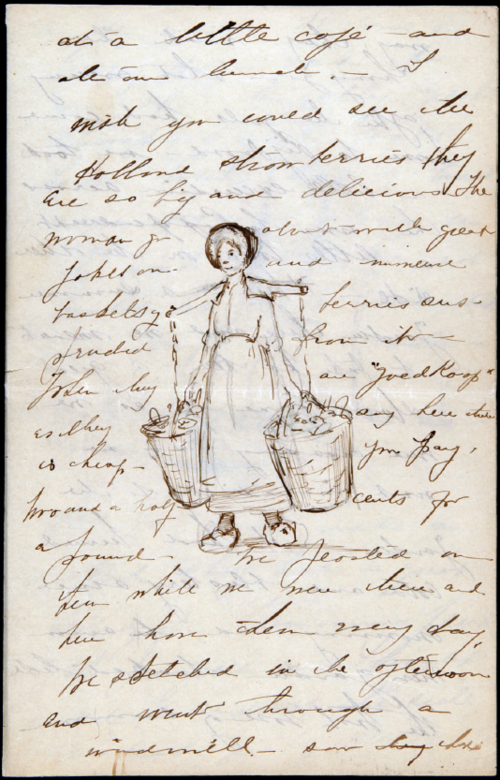
Brief aan ouders, 2 juli 1888, met tekening van Milkmaid
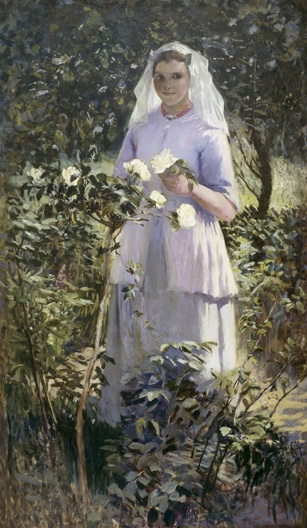
Dutch Bride